# 辐合带

古巴的中尺度海风从两岸汇聚形成积云线。

气象学中的辐合带是大气中两个主要气流相遇并相互作用的区域，通常会产生独特的天气条件。 这导致物质积累，最终导致垂直运动并形成云和降水。 大尺度辐合，称为天气尺度辐合，与斜压槽、低压区和气旋等天气系统有关。由于全球气温升高，在赤道上空形成的大尺度辐合带，即热带辐合带，已经凝结和加强。 小尺度的辐合将产生从孤立的积云到大面积雷暴的现象。
辐合的反面是辐散。

## 大尺度

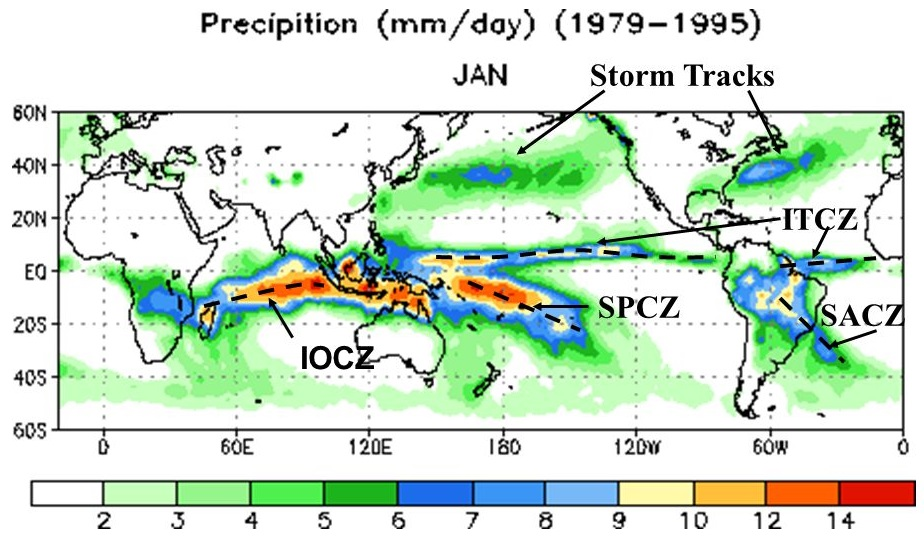

辐合带的一个例子是热带辐合带（ITCZ），这是一个在赤道环绕地球的低压区。 另一个例子是从西太平洋向法属波利尼西亚延伸的南太平洋辐合带。

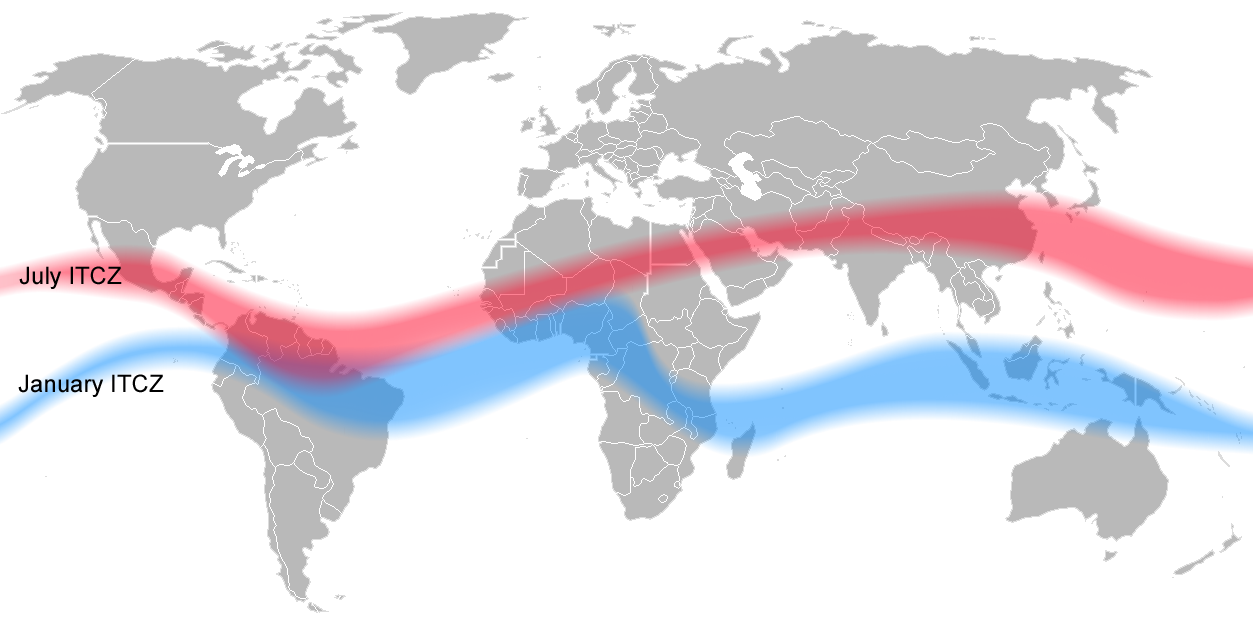
ITCZ随着地球的倾斜而变化，与季节的变化相吻合。

热带辐合带是东北信风和东南信风在高潜热低压区汇合的结果。 随着两股信风的汇合，凉爽干燥的空气从温暖的海洋中收集水分并上升，促成云的形成和降水。由信风运动产生的低压区域充当真空，从高压区域（发散区）吸入较冷、干燥的空气，形成通常称为哈德利环流的对流单元。 
海表温度与太阳的位置或“能量通量赤道”的位置直接相关，因此ITCZ的移动与季节相对应。 由于太阳的位置，赤道附近的海面温度（30°S 到 30°N），在春分期间，高于任何其他纬度。 在北半球夏至（6 月 21 日）期间， ITCZ跟随太阳的位置向北移动。 在冬至期间（北半球）， ITCZ向南移动，此时太阳辐射集中在 23.5°S。

## 中尺度
辐合带有时也以较小的规模出现。汇聚线在更局部的区域形成一排排阵雨或雷暴。海风结合锋面可以触发汇合线的发展。短时间内造成的大雨会导致严重的洪水。 
例子有位于美国华盛顿州普吉特海湾地区的普吉特海湾辐合带；美国纽约州的莫霍克-哈德逊辐合带等等。